# إيريكا غرو
إيريكا غرو (بالإنجليزية: Erica Grow)‏ هي عالمة أرصاد أمريكية، ولدت في 15 مارس 1980 في بنسيلفانيا في الولايات المتحدة.